# 安邦河 (松花江)
安邦河，位于中华人民共和国黑龙江省东北部，是松花江右岸支流，河名为满语“差贡”（转写：alban）的意思，即指进贡的唯一水路。安邦河发源于双鸭山市岭东区安邦河林场东南完达山余脉七星峰分水岭北麓的九里川，蜿蜒向北流经岭东区西部、双鸭山市区、集贤县中部和桦川县东部地区，于桦川县梨丰乡东林村片泡屯汇入松花江。河流全长167千米，流域面积1678.9平方千米，年均径流量0.98亿立方米。安邦河上游建有寒葱沟水库和定国山水库，是双鸭山市区的饮用水水源。安邦河中下游沿岸多沼泽湿地，现多开垦为耕地。集贤县东北建有安邦河国家湿地公园。